# Tryckvattenreaktor
Tryckvattenreaktor, en typ av kärnreaktor där moderator och kylvatten består av lättvatten under högt tryck. Vattnet i primärkretsen står under högt tryck för att hindra att kylvattnet kokar. Den brukar, även på svenska, förkortas PWR (Pressurized Water Reactor).

## Översikt

Principen för en tryckvattenreaktor.

Tryckvattenreaktorer utvecklades ursprungligen av Hyman Rickover för kärnkraftsprogrammet i USA:s flotta.
I en tryckvattenreaktor leds det upphettade kylvattnet till en värmeväxlare (ånggenerator) där ånga produceras för att driva de ångturbiner som i sin tur genererar elektrisk energi. Då det kylvatten som varit inne i reaktorn aldrig når ångturbinerna är strålningen mycket lägre i turbinhallen i en tryckvattenreaktor än i en kokvattenreaktor. I kokvattenreaktorn tillåts vattnet koka i reaktorhärden och driva turbinen direkt.

## Design

### Kylmedel
Vatten används som kylmedel i primärkretsen i en tryckvattensreaktor och flödar genom reaktorn med en temperatur på omkring 315 °C. Det höga trycket i primärkretsen på 15 MPa (150 atm) gör att vattnet inte kokar. Vattnet i primärkretsen används för att värma vattnet i en sekundär krets till ånga som passerar genom en ångturbin där elektriciteten produceras. I den sekundära kretsen är det tryck och temperatur vanligtvis 6,2 MPa (60 atm) och 275 °C.

### Moderator
Vid fission av uran utsänds neutroner med hög hastighet, snabba neutroner, men för att dessa neutroner ska kunna fortsätta kedjereaktionen måste man minska neutronernas hastighet (moderera) tills de blir termiska, alltså har samma hastighet som atomerna i sin omgivning. I en tryckvattenreaktor använder man vatten som moderator för att minska neutronernas hastighet. Det som sker är att neutronerna kolliderar med väteatomerna i vattnet och därmed tappar fart.

### Bränsle

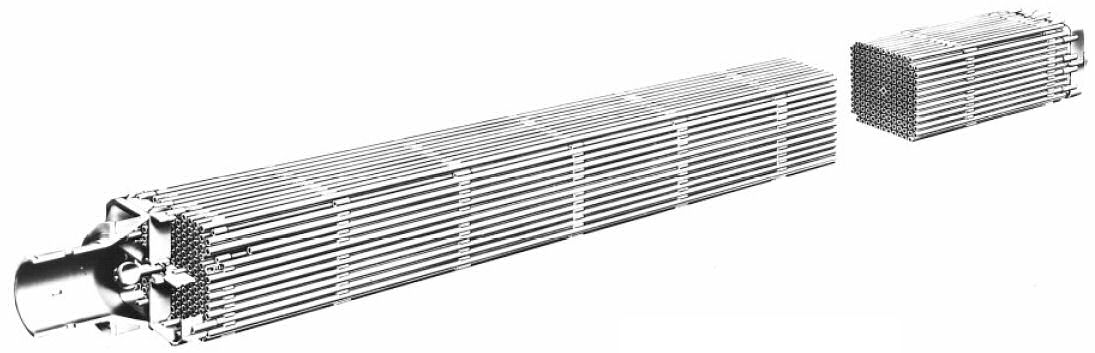
PWR bränsleknippe Detta bränsleknippe är från en PWR från reaktorn på NS Savannah. Designat och byggt av Babcock and Wilcox Company.

Uranet som används i PWR-bränsle är vanligtvis anrikat till 3-5 procent 235U. Det är vanligtvis urandioxid (UO2), ett grått keramikliknande ämne som används i tryckvattenreaktorer.

### Kontroll
Reaktiviteten i en tryckvattenreaktor kontrolleras med hjälp av borsyra och styrstavar. Styrstavarna är det primära sättet att kontrollera reaktorn. De innehåller ofta kadmium och kan skjutas in eller dras ut ur reaktorn. Bor blandas i kylvattnet. Både bor och kadmium har stor förmåga att absorbera neutroner.

## Exempel
Tryckvattenreaktorn är den vanligaste reaktortypen i världen, med över 200 i drift. Några vanliga modeller är den ryska VVER, den tysktillverkade Konvoi, den fransktillverkade N4 och den europeiska EPR.
I Sverige är Ringhals 2, Ringhals 3 och Ringhals 4 av tryckvattentyp (Westinghouse).